# 哥倫比亞鱂脂鯉
哥倫比亞鱂脂鯉，為輻鰭魚綱脂鯉目脂鯉亞目鱂脂鯉科的其一種，分布於南美洲哥倫比亞Sinú河流域，體長可達16.3公分，棲息水質清澈、沙石底質的水域，生活習性不明。